# Geneviève Fontanel
Pour les articles homonymes, voir Fontanel.
Geneviève Fontanel est une actrice française, née le 27 juin 1936 à Bordeaux et morte le 17 mars 2018 à Draveil.

## Biographie

### Jeunesse
À quatre mois, Geneviève Fontanel quitte la métropole avec ses parents pour Casablanca (actuel Maroc).
Elle rejoint Paris à l'âge de 18 ans et entre au Centre d'art dramatique de la rue Blanche[réf. nécessaire]. Élève au Conservatoire national supérieur d'art dramatique (promotion 1958), elle y remporte le 1er prix de Comédie Classique et le 1er prix de Comédie Moderne.

### Carrière
Elle est pensionnaire de la Comédie-Française de 1958 à 1962.
Un de ses spectacles les plus populaires reste son interprétation, au début des années 1980, d'une adaptation théâtrale du roman Le Journal d'une femme de chambre d'Octave Mirbeau. Elle en enregistre également une très belle adaptation due à Jacques Destoop, en 1991, parue en CD audio, aux éditions Des Femmes (La Bibliothèque des voix / série Antoinette Fouque présente... / réalisation : Michelle Muller).
Le répertoire de Geneviève Fontanel doit beaucoup plus au théâtre et à la télévision (Annette dans Vidocq, par exemple) qu'au cinéma qui ne lui a offert que des rôles secondaires.

### Vie privée et mort
Elle est l'épouse du comédien et artiste peintre Jacques Destoop (1931-2022).
Elle meurt le 17 mars 2018 à Draveil, à l'âge de 81 ans, comme l'annonce sa famille le lendemain à l'AFP. Ses obsèques se tiennent en l'église Saint-Roch de Paris le 23 mars. Elle est ensuite incinérée au crématorium du Père-Lachaise, puis inhumée dans la 44e division du cimetière, aux côtés de son mari qui la rejoint quatre ans plus tard, et juste derrière la tombe de Jacques Perrin.

## Théâtre

### Comédie-Française
Pensionnaire de la Comédie-Française du 1er septembre 1958 au 31 juillet 1962.
1. La duchesse, La Dame de Monsoreau, Dumas & Maquet, 1958
2. Fernande, Domino, Marcel Achard, 1958
3. Ded, Un Homme comme les autres, Armand Salacrou, 1958
4. Lucile, Le Bourgeois gentilhomme, Molière, 1959
5. Agathe, Électre, Jean Giraudoux, 1959
6. Lisette, La Méprise, Marivaux, 1959
7. Lucile, Le Dépit amoureux, Molière, 1959
8. Isabelle, L'École des maris, Molière, 1959
9. Angélique, George Dandin, Molière, 1959
10. Mademoiselle De Brie, L’Impromptu de Versailles, Molière, 1959
11. Mademoiselle Molière, L’Impromptu de Versailles, Molière, 1959
12. Dorimène, Le Mariage forcé, Molière, 1959
13. Magdelon, Les Précieuses ridicules, Molière, 1959
14. Hyacinthe, Les Fourberies de Scapin, Molière (en tournée Canada et États-Unis février-mars 1961)
15. Mlle du Croisy, L’Impromptu de Versailles, Molière, (en tournée Canada et États-Unis février-mars 1961)
16. Maggy Soldignac, Le Dindon, Georges Feydeau, (en tournée Canada et États-Unis février-mars 1961)
17. Marguerite, L'Âne et le Ruisseau, Alfred de Musset, 1961
18. Viviane, Un fil à la patte, Georges Feydeau, 1961
19. Lisette, Le Legs, Marivaux, mise en scène Jacques Sereys, 1961.

### Hors Comédie-Française
- 1962 : L'Idée d'Élodie de Michel André, mise en scène Jean Le Poulain, théâtre Michel
- 1963 : Laure et les Jacques de Gabriel Arout, mise en scène Jean Piat, théâtre Saint-Georges
- 1965 : Ce soir, on improvise de Luigi Pirandello, mise en scène André Barsacq, théâtre de l'Atelier
- 1965 : Les Filles de Jean Marsan, mise en scène Jean Le Poulain, théâtre Édouard VII, théâtre de la Porte-Saint-Martin
- 1966 : La Nuit de Lysistrata de Gérard Vergez d'après Aristophane, mise en scène Gérard Vergez, théâtre Édouard VII
- 1966 : Poussière pourpre de Seán O'Casey, mise en scène Georges Wilson, TNP théâtre de Chaillot
- 1966 : La Prétentaine de Jacques Deval, mise en scène Robert Manuel, théâtre Marigny
- 1967 : La Dame de chez Maxim de Georges Feydeau, mise en scène Jacques Charon, théâtre du Palais-Royal
- 1967 : Qui est cette femme ? de Norman Krasna, mise en scène Jacques Fabbri, théâtre de la Porte-Saint-Martin
- 1969 : Trois hommes sur un cheval de Marcel Moussy, d'après la comédie de John Cecil Holm et George Abbott, mise en scène Pierre Mondy, théâtre Antoine
- 1969 : Bienheureux les violents de Diego Fabbri, mise en scène Raymond Gérôme, théâtre Hébertot
- 1970 : Et à la fin était le bang de René de Obaldia, mise en scène Michel de Ré, Festival de Vaison-la-Romaine
- 1972 : Macbett d'Eugène Ionesco, mise en scène Jacques Mauclair, théâtre de l'Alliance française
- 1973 : Ce formidable bordel ! d'Eugène Ionesco, mise en scène Jacques Mauclair, théâtre Moderne
- 1974 : Ce soir, on improvise de Luigi Pirandello, mise en scène Jacques Destoop
- 1975 : L'Arrestation de Jean Anouilh, mise en scène de l'auteur et Roland Piétri, théâtre de l'Athénée
- 1976 : La duchesse de Langeais de Jean Giraudoux d'après Honoré de Balzac, mise en scène Jean-Pierre Laruy, Festival de Bellac
- 1976 : N'écoutez pas, mesdames ! de Sacha Guitry, mise en scène Michel Roux, théâtre Saint-Georges
- 1978 : Le Colonel Chabert d'après Honoré de Balzac, mise en scène Jean Meyer, théâtre des Célestins
- 1980 : Elephant Man de Bernard Pomerance, mise en scène Katherine Adamov, théâtre de la Potinière
- 1985 : Les Gens d'en face de Hugh Whitemore, mise en scène Jonathan Critchley, théâtre Montparnasse
- 1986 : Au secours, elle me veut ! de Renée Taylor et Joseph Bologna, mise en scène Michel Roux, théâtre Daunou
- 1988 : Régulus 93 ou la véritable histoire du citoyen Haudaudine de Catherine Decours, mise en scène Jean-Luc Tardieu, Espace 44 Nantes
- 1990 : Coiffure pour dames de Robert Harling, mise en scène Stéphane Hillel, théâtre de la Gaîté-Montparnasse
- 1992 : La Trilogie marseillaise de Marcel Pagnol, adaptation et mise en scène Jean-Luc Tardieu, théâtre des Variétés
- 1997 : Adam et Éve de Jean-Claude Grumberg, mise en scène Gildas Bourdet, La Criée, théâtre national de Chaillot
- 1998 : Délicate Balance d'Edward Albee, mise en scène Bernard Murat, théâtre Antoine
- 1999 : Raisons de famille de Gérald Aubert, mise en scène Gildas Bourdet, théâtre Hébertot
- 2000 : Les Parents terribles de Jean Cocteau, mise en scène Jean-Claude Brialy
- 2004 : Un baiser, un vrai de Chris Chibnall, mise en scène Stephan Meldegg, théâtre de l'Œuvre
- 2007 : Les Monologues du vagin d'Eve Ensler, mise en scène Isabelle Rattier, théâtre Michel
- 2007 : Puzzle de Woody Allen, mise en scène Annick Blancheteau et Jean Mourière, théâtre du Palais-Royal
- 2009 : Les Monologues du vagin d'Eve Ensler, mise en scène Isabelle Rattier, théâtre Michel
- 2010 : La Règle de trois de Bruno Druart, mise en scène Jean-Pierre Dravel et Olivier Macé
- 2010 : Les Monologues du vagin d'Eve Ensler, mise en scène Isabelle Rattier, théâtre Michel
- 2012 : Le squat de Jean-Marie Chevret, tournée
- 2015 : Les Grandes filles de Stéphane Guérin, mise en scène Jean-Paul Muel, Théâtre Montparnasse

### Au théâtre ce soir
Au théâtre ce soir
- 1966 : La Prétentaine de Jacques Deval, mise en scène Robert Manuel, réalisation Pierre Sabbagh, théâtre Marigny
- 1971 : Zoé de Jean Marsan, mise en scène de l'auteur, réalisation Pierre Sabbagh, théâtre Marigny
- 1971 : Romancero de Jacques Deval, mise en scène Raymond Gérôme, réalisation Pierre Sabbagh, théâtre Marigny
- 1972 : Ève et les hommes de Gabriel Arout, mise en scène Bernard Dhéran, réalisation Pierre Sabbagh, théâtre Marigny
- 1973 : La Reine blanche  de Pierre Barillet et Jean-Pierre Grédy, mise en scène Jacques Sereys, réalisation Georges Folgoas, théâtre Marigny
- 1978 : Le Colonel Chabert d'après Honoré de Balzac, mise en scène Jean Meyer, réalisation Pierre Sabbagh, théâtre Marigny
- 1978 : Quadrille de Sacha Guitry, mise en scène René Clermont, réalisation Pierre Sabbagh, théâtre Marigny
- 1978 : Volpone de Jules Romains et Stefan Zweig d'après Ben Jonson, mise en scène Jean Meyer, réalisation Pierre Sabbagh, théâtre Marigny
- 1979 : Les Petites Têtes de Max Régnier d'après André Gillois, mise en scène Michel Roux, réalisation Pierre Sabbagh, théâtre Marigny
- 1979 : Piège pour un homme seul de Robert Thomas, mise en scène de l'auteur, réalisation Pierre Sabbagh, théâtre Marigny
- 1980 : Le Sexe et le néant de Thierry Maulnier, mise en scène Jacques Ardouin, réalisation Pierre Sabbagh, théâtre Marigny
- 1982 : Je leur laisserai un mot de Roger Saltel, mise en scène Max Fournel, réalisation Pierre Sabbagh, théâtre Marigny

## Filmographie

### Cinéma
- 1960 : Quai Notre-Dame de  Jacques Berthier, Nénette
- 1962 : Un singe en hiver d'Henri Verneuil, Marie-Jo, la serveuse de l'hôtel
- 1964 : Les Aventures de Salavin de Pierre Granier-Deferre, Marthe Lanoue
- 1964 : Un monsieur de compagnie de Philippe de Broca, l'amie de Socratès
- 1964 : Angélique, marquise des anges de Bernard Borderie, Carmencita, une maîtresse de Joffrey
- 1969 : Trois Hommes sur un cheval de Marcel Moussy, la femme d'Éric
- 1972 : La Femme en bleu de Michel Deville, Ghislaine
- 1973 : L'Affaire Dominici de Claude Bernard-Aubert, Yvette Dominici
- 1974 : La Rivale de Sergio Gobbi, Claire
- 1974 : Dis-moi que tu m'aimes de Michel Boisrond, Pascaline Dorgeval
- 1974 : Femmes au soleil de Liliane Dreyfus, Agnès
- 1976 : Cours après moi que je t'attrape de Robert Pouret, Simone Daru
- 1977 : L'Homme qui aimait les femmes de François Truffaut, Hélène (tenancière boutique de lingerie)
- 1977 : La Vie devant soi de Moshé Mizrahi, Maryse
- 1978 : La Zizanie de Claude Zidi, madame Berger
- 1978 : Les Ringards de Robert Pouret, Françoise de Saint-Géraud
- 1979 : Rodriguez au pays des merguez de Philippe Clair, Chipette
- 1979 : Chère inconnue de Moshé Mizrahi, Béatrice
- 1980 : Cocktail Molotov de Diane Kurys, la mère d'Anne
- 1982 : Tête à claques de Francis Perrin, Mme Crispin-Vautier
- 1982 : La Côte d'amour de Charlotte Dubreuil, Nicole
- 1982 : L'Écarteur de Pierre Neurisse
- 1984 : Notre histoire de Bertrand Blier, Madeleine
- 1988 : Bonjour l'angoisse de Pierre Tchernia, Jacqueline Michaud
- 1989 : Un jeu d'enfant de Pascal Kané, Andréa
- 1990 : La Reine blanche de Jean-Loup Hubert, Rita
- 1991 : Le Fils du Mékong de François Leterrier, Mme Dupré
- 1993 : Montparnasse-Pondichéry d'Yves Robert, Mme Meriel
- 1994 : Le Mangeur de lune de Dai Sijie, la mère de Marcel
- 1999 : Une pour toutes de Claude Lelouch, Lola, prostituée et la voyageuse au petit chien

### Télévision
- 1960 : La Méprise d'Yves-André Hubert
- 1963 : Skaal de Maurice Chateau
- 1964 : La caméra explore le temps : Le Drame de Mayerling
- 1964 : Le Théâtre de la jeunesse : Les Indes noires de Marcel Bluwal
- 1965 : La Misère et la gloire d'Henri Spade
- 1965 : Sens interdit de Roger Kahane
- 1966 : Idylle villageoise de Lazare Iglesis
- 1966 : Comment ne pas épouser un milliardaire de Lazare Iglesis
- 1967 : Vidocq de Claude Loursais épisode Vidocq à Bicêtre
- 1967 : Barbara de Jean-Louis Colmant
- 1967 : La Vie commence à minuit d'Yvan Jouannet
- 1969 : Fortune d'Henri Colpi
- 1969 : Cinq poissons pour un week-end, téléfilm d'Alain Franck : Caroline Sheffield
- 1972 : Schulmeister, l'espion de l'empereur, épisode Le Petit Matelot de Jean-Pierre Decourt : Arabella
- 1972 : Les Évasions célèbres, épisode L'étrange trépas de Monsieur de la Pivardière : Madame de la Pivardière
- 1972 : De sang froid  d'Abder Isker
- 1973 : Le Double Assassinat de la rue Morgue de Jacques Nahum
- 1973 : La Maîtresse de Jules Renard, réalisation François Gir
- 1974 : Macbett de Jacques Trébouta
- 1975 : Plus amer que la mort de Michel Wyn
- 1975 : L'Île des chèvres de Pierre Badel
- 1975 : Amédée ou Comment s'en débarrasser de Marion Sarraut
- 1975 : Ce soir on improvise de Jean-Marie Coldefy
- 1975 : Le Père Amable de Claude Santelli
- 1977 : La Maison des autres de Jean-Pierre Marchand
- 1977 : La Grimpe de Roland-Bernard
- 1978 : Le Sacrifice  d'Alexandre Tarta
- 1979 : Le Mal bleu de Joseph Drimal
- 1980 : Opération Trafics : Drôle de pastis de Christian-Jaque
- 1980 : Les Amours des années folles : François et la liberté de Jean Pignol
- 1980 : Les Chevaux du soleil de François Villiers
- 1980 : Docteur Teyran de Jean Chapot
- 1981 : La Guerre de Troie n'aura pas lieu de Raymond Rouleau
- 1981 : La Vie des autres : Vasco d'Alain Quercy (Alzira)
- 1981 : Les Amours des années grises : Agnès de rien de Stéphane Bertin
- 1981 : La Double Vie de Théophraste Longuet téléfilm en trois parties de Yannick Andréi
- 1981 : Les Cinq Dernières Minutes de Claude de Givray, épisode Un cœur sur mesure
- 1982 : Marion de Jean Pignol
- 1983 : Le Tartuffe de Molière, réalisation Marlène Bertin
- 1983 : Les Cinq Dernières Minutes (épisode Rouge marine) série télévisée de Jean-Pierre Desagnat : Simone Cariès
- 1985 : Pitié pour les rats de Jacques Ertaud
- 1985 - 1991 : Maguy d'Ariane Adriani et Didier Albert : Christine (Babar)
- 1988 : Le Vent des moissons de Jean Sagols
- 1989 : Les Enquêtes du commissaire Maigret, épisode Tempête sur la Manche d'Édouard Logereau
- 1999 : Maigret Épisode 30 "Meurtre dans un jardin potager d'Edwin Baily
- 1999 : La Bascule de Marco Pico
- 2000 : La Bascule à deux de Thierry Chabert
- 2002 : Le Champ Dolent, le roman de la Terre d'Hervé Baslé : Charlotte
- 2003 : Les Parents terribles de Jean Cocteau, mise en scène et réalisation Jean-Claude Brialy
- 2005 : Faites comme chez vous ! : Valentine
- 2007 : Pas tout de suite... de Marianne Lamour
- 2010 : À dix minutes de la plage de Stéphane Kappes
- 2011 : J'ai peur d'oublier d'Élisabeth Rappeneau
- 2012 : Boulevard du Palais, épisode Une juste cause de Christian Bonnet : Geneviève Joly

## Discographie
- Z'êtes Belge, vous? avec Roger Pierre (RCA, ZB 8090).

## Distinctions

### Récompenses
- Molières 1999 : Molière de la comédienne dans un second rôle pour Délicate balance

### Nominations
- César 1978 : César du meilleur second rôle féminin pour L'Homme qui aimait les femmes[5]
- Molières 2000 : Molière de la comédienne dans un second rôle pour Raisons de famille